# Works Volume II
Works Volume II ist das sechste Studioalbum der britischen Progressive-Rock-Band Emerson, Lake and Palmer. Es wurde 1977 veröffentlicht und erreichte Platz 37 in den US-Charts.

## Songs
Das Album erschien im selben Jahr wie sein Vorgänger Works Volume I, enthält aber Stücke, die schon für das Album Brain Salad Surgery aufgenommen, aber noch nicht veröffentlicht worden waren. Außerdem findet sich eine neue Version von I Believe in Father Christmas, das von Greg Lake bereits 1975 als Single veröffentlicht worden war und Platz zwei der britischen Singlecharts belegt hatte.
Brain Salad Surgery, When the Apple Blossoms… und Tiger in a Spotlight sind kurze Progressive-Rock-Stücke, wie sie auch auf früheren Alben vertreten waren. Die restlichen Stücke lassen sich wie bei den ersten drei Seiten des Vorgängeralbums den einzelnen Musikern zuordnen, wobei sich Keith Emerson mit Orchesterbegleitung durch die US-amerikanische Musikgeschichte des frühen 20. Jahrhunderts spielt; eine swingige Adaption des Folksongs ´Show Me the Way to Go Home, den Maple Leaf Rag und den Boogie-Woogie Honky Tonk Train Blues von Meade Lux Lewis sowie das in diese Reihe passende eigene Barrelhouse Shake-Down.

## Rezeption
David Ross Smith von allmusic hält das Album für „höchst unterschätzt“, lobt Lakes und Palmers „unglaublich starke Leistung“ und hält den Beitrag Emersons für „solide und kreativ, aber altmodisch“, was für ihn der Grund war, weshalb die Band nicht weiterbestehen konnte.

## Titelliste

### Seite 1
1. „Tiger in a Spotlight“ (Keith Emerson, Greg Lake, Carl Palmer, Peter Sinfield) – 4:32
2. „When the Apple Blossoms Bloom in the Windmills of Your Mind I’ll Be Your Valentine“ (Emerson, Lake, Palmer) – 3:56
3. „Bullfrog“  (Ron Aspery, Mick Hodgkinson, Palmer) – 3:49
4. „Brain Salad Surgery“ (Emerson, Lake, Sinfield) – 3:07
5. „Barrelhouse Shake-Down“ (Emerson) – 3:37
6. „Watching Over You“ (Lake, Sinfield) – 3:54

### Seite 2
1. „So Far to Fall“ (Emerson, Lake, Sinfield) – 4:55
2. „Maple Leaf Rag“ (Scott Joplin) – 2:00
3. „I Believe in Father Christmas“ (Lake, Sinfield) – 3:17
4. „Close But Not Touching“ (Palmer) – 3:18
5. „Honky Tonk Train Blues“ (Meade Lux Lewis) – 3:09
6. „Show Me the Way to Go Home“ (L. James Campbell, Reginald Connelly) – 3:30